# SMS Cap Trafalgar
SMS Cap Trafalgar (нем. SMS Cap Trafalgar) — немецкий пассажирский лайнер, названный в честь мыса Трафальгар и преобразованный во время Первой мировой войны во вспомогательный крейсер. Был первым немецким пассажирским судном, переоборудованным для военных действий.

## История и конструкция
Пассажирский лайнер Cap Trafalgar был построен на верфи AG Vulcan Stettin на реке Эльбе в Гамбурге, для судоходной компании Hamburg Süd (Hamburg — South America Line) на линии между Германией и Ла-Платой. Назван в честь испанского мыса Трафальгар, места знаменитого Трафальгарского сражения 1805 года.
Судно с тремя дымовыми трубами, длиной корпуса 613 футов (187 м) и шириной 72 фута (22 м), имело водоизмещение 18 710 регистровых тонн и могло нести почти 1600 пассажиров (400 — 1-го класса, 276 — 2-го класса, 913 — 3-го класса). Три винта лайнера приводились в действие двумя компаунд-машинами с одной выходной паровой турбиной. Когда Cap Trafalgar вышел свой первый рейс 10 апреля 1914 года из Гамбурга в южноамериканские порты Бразилии, Аргентины и Уругвая, он был крупнейшим судном на южноамериканском направлении и одним из самых роскошных.

## Бой с «Карманией»

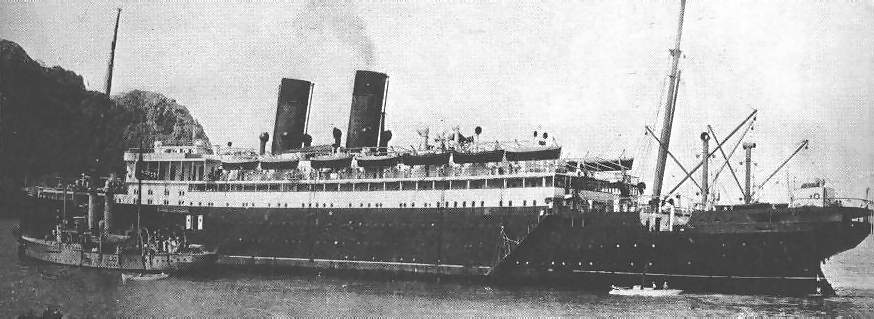
Переоборудование Cap Trafalgar на острове Триндади

Когда в Европе в августе 1914 года была объявлена война, ставшая Первой мировой, Cap Trafalgar находился в Буэнос-Айресе. По плану Имперского военно-морского флота Германии лайнер был реквизирован для перестройки в военный корабль — вспомогательный крейсер. 18 августа 1914 года корабль прибыл в Монтевидео за углем, а затем отправился на отдаленный бразильский остров Триндади (в 500 милях к востоку от бразильского материка), где встретился с канонерской лодкой SMS Eber. Команда, вооружение и боезапас канонерки были переданы Cap Trafalgar, у которого была демонтирована одна из труб, чтобы замаскировать судно под RMS Carmania — британское пассажирское судно компании «Кунард Лайн», также служившее вспомогательным крейсером Королевского военно-морского флота Великобритании в годы Первой мировой войны. Команде Cap Trafalgar была поставлена задача уничтожать британские торговые суда, для чего корабль и замаскировали под британский вспомогательный крейсер.

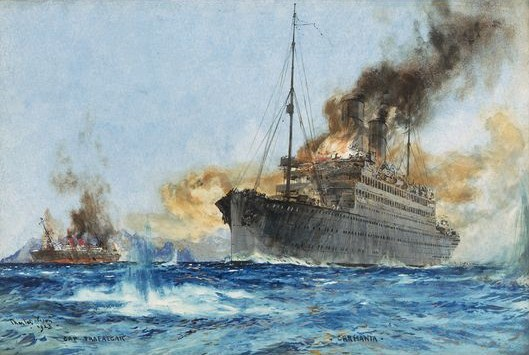
Погибающий Cap Trafalgar, картина Диксон, Чарльз (художник)

Cap Trafalgar был вооружён двумя 105-мм пушками SK L/45 и шестью скорострельными 37-мм пушками QF 1 pounder. Германское командование присвоило ему кодовое название Hilfskreuzer B, командовал судном корветтен-капитан Вирт. 13 сентября 1914 года Cap Trafalgar стоял возле острова Триндади, где находилась немецкая база, и загружался топливом с двух кораблей-угольщиков. 14 сентября 1914 года к острову подошёл британский вспомогательный крейсер Carmania, имевший приказ обследовать его берег. Английский капитан Ноэль Грант обнаружил в одной из бухт острова загружаемый углём большой двухтрубный лайнер, выкрашенный в цвета британской пароходной компании Union Castle, который после тщательного изучения оказался немецким вспомогательным крейсером. Командир Cap Trafalgar тоже увидел Carmania и понял грозящую опасность. Была включена сирена, угольщики быстро отошли от борта крейсера, который решил выйти и сражаться в открытом море. Грант приготовился к погоне, но вдруг он увидел, как Cap Trafalgar поворачивает ему навстречу. Начался бой.
В результате первого в истории сражения двух вспомогательных крейсеров, Cap Trafalgar затонул; из 330 человек его команды погиб 51, в том числе и командир корабля корветтен-капитан Вирт. Carmania была сильно повреждена, но на помощь ей пришли другие британские корабли, которые помогли потушить пожар и провести повреждённый лайнер в Пернамбуку. Оттуда он ушёл в Гибралтар на ремонт.
Первый бой вспомогательных крейсеров показал, что такого рода крейсеры были способны сражаться с равными и более слабыми противниками, но имели высокую уязвимость.